# Königsmoos
kljhkllkjlh
Königsmoos là một đô thị thuộc huyện Neuburg-Schrobenhausen bang Bayern nước Đức